# Saint-Julien-le-Vendômois
Saint-Julien-le-Vendômois – miejscowość i gmina we Francji, w regionie Nowa Akwitania, w departamencie Corrèze.
Według danych na rok 1990 gminę zamieszkiwały 322 osoby, a gęstość zaludnienia wynosiła 14 osób/km² (wśród 747 gmin Limousin Saint-Julien-le-Vendômois plasuje się na 343. miejscu pod względem liczby ludności, natomiast pod względem powierzchni na miejscu 282.).